# Oaphantes pallidulus
Oaphantes pallidulus là một loài nhện trong họ Linyphiidae.
Loài này thuộc chi Oaphantes. Oaphantes pallidulus được Richard C. Banks miêu tả năm 1904.